# Мухаммад аз-Зухри
Муха́ммад ибн Абу́ Бакр аз-Зухри́ (араб. محمد بن أبي بكر الزهري‎; XII век) — гранадский географ (из аль-Андалуса под властью Альморавидов). Автор знаменитого труда «Китаб аль-джуграфийя» (араб. كتاب الجغرافية‎ — «Книга о географии»). Аз-Зухри имел возможность использовать труды географов, работавших при правлении аббасидского халифа аль-Мамуна в Багдаде (ум. 1064).
Умер между 1154 и 1161 годом.